# Musikjahr 1495
Liste der Musikjahre

Musikjahr 1495 | 1496 | 1497 | 1498 | 1499 | ► | ►►

Weitere Ereignisse
Dieser Artikel behandelt das Musikjahr 1495.

## Ereignisse

### Heiliges Römisches Reich

#### Basel
- Der deutsche Musiktheoretiker Michael Keinspeck unterrichtet 1495 Musik an der Universität Basel.[1]

#### Burgundische Niederlande
- Margarete von Österreich erhält von Govard Nepotis, dem Hoforganisten ihres Bruders, des Herzogs von Burgund, Philipp, Unterricht im Spielen diverser Musikinstrumente.[2]

#### Herzogtum Brabant
- Jean de Binche hält sich zwischen 1495 und 1507 als Sänger in ’s-Hertogenbosch auf.

#### Herzogtum Österreich
- Georg Slatkonia ist Hofkaplan und Kantor am kaiserlichen Hof in Wien.[3]

#### Reichsstadt Nürnberg
- Der Drucker Johann Pfeyl übernimmt die Druckerpresse des verstorbenen Druckers Johann Sensenschmidt von dessen Erben.[4]

#### Reichsstadt Worms
- König Maximilian I. kommt mit seiner Hofkapelle und dem Organisten Paul Hofhaimer zum Reichstag nach Worms.
- Der deutsche Organist Arnolt Schlick reist zum Reichstag nach Worms.[5]

#### Republik Florenz
- Pietro Aron hält sich nach eigenen Angaben zwischen 1487 und 1495 in Florenz auf, wo er vermutlich Josquin Desprez, Jacob Obrecht, Heinrich Isaac und Alexander Agricola kennenlernt.[6]

### Herzogtum Burgund
- 08. Oktober: Gaspar van Weerbeke ist Mitglied der Hofkapelle Philipps des Schönen.[7]

### Italienische Staaten

#### Herzogtum Mailand
- Der Dichter und Musiker Serafino de’ Ciminelli dall’Aquila besucht Mailand zum Regierungsantritt Lodovico Sforzas und tritt – bis zu ihrem Tod – in die Dienste von Beatrice d’Este.[8]
- Gaspar van Weerbeke verlässt Mailand, um sich der Hofkapelle Philipps des Schönen anzuschließen.[7]

#### Kirchenstaat
- Der franko-flämische Komponist Loyset Compère hält sich im Januar bei der Besetzung Roms durch Karls VIII., des Königs von Frankreich, in dessen Gefolge auf.[9]

#### Markgrafentum Mantua
- Giovanni Testagrossa wird 1495 oder 1496 als Nachfolger von Girolamo Sextola Lautenlehrer von Isabella d’Este.[10]
- Marco Cara steht von 1495 bis 1525 als Lautenvirtuose im Dienst der Familie Gonzaga in Mantua.[11]

#### Republik Siena
- Cristoforo di Brandino spielt von 1472 bis 1495 Schalmei in der Palastkapelle von Siena.[12]

#### Republik Venedig
- Der italienische Organist und Komponist Biagio Rossetti wird Kaplan und Kantor an der Kathedrale von Verona.[13]

### Königreich England
- Der englische Komponist Robert Cowper ist zwischen 1493 und 1495 Schreiber am King’s College in Cambridge.[14]
- Der englische Komponist John Ludforde wird Mitglied der Bruderschaft von St. Nikolaus.[15]
- Mindestens seit 1495 beschäftigt König Heinrich VII. eine Gruppe von Musikern, die Schalmei und Sackbut spielen.
- Der englische Musiktheoretiker John Tucke erhält ein Stipendium am Winchester College.[16]

### Königreich Kastilien
- Lope de Baena ist ab 1495 Organist im königlichen Haushalt Isabellas I.[17]

### Königreich Schottland
- Bischof Wilhelm Elphinstone gründet die Universität von Aberdeen. Hier wird täglich von mit einer Pfründe ausgestatteten Priestern das Stundengebet gesungen.[18]

## Kompositionen und Schriften
- Alexander Agricola: Regina coeli zu vier Stimmen, Augsburg[19]
- Antiphonar mit Musik, gedruckt in Augsburg
- Guillermo de Podio: Ars musicorum,[20] Valencia OCLC 643850053
- Johannes Tinctoris: Terminorum musicæ diffinitorium,[21] Treviso OCLC 504131108

## Instrumentenbau
- Der deutsche Orgelbauer Stephan Kaschendorf erbaut zwischen 1495 und 1499 eine Orgel in Schweidnitz.[22]
- Der Orgel des Doms zu Halberstadt aus dem Jahr 1361 wird von Orgelbauer Gregor Kleng umgebaut.
- Isabella d’Este bestellt im März bei einem unbekannten Instrumentenbauer in Brescia drei Violen in zwei unterschiedlichen Größen.

## Geboren

### Geburtsdatum gesichert
- 29. März: Leonhard Paminger, österreichischer Komponist († 1567)
- 11. Oktober: Bonifacius Amerbach, Schweizer Humanist und Komponist, Basel († 1562)

### Genaues Geburtsdatum unbekannt
- Matthias Apiarius, deutsch-schweizerischer Buchdrucker, Verleger und Komponist († 1554)

### Geboren um 1495
- Giovanni Giacomo Antegnati, italienischer Orgelbauer († 1563)
- Matheo de Aranda, spanischer Musiktheoretiker († 1548)[23]
- Eustorg de Beaulieu, französischer Dichter und Komponist († 1552)
- Ulrich Brätel, deutscher Komponist († 1544 oder 1545)[24]
- Wilhelm Breitengraser, deutscher Komponist († 1542)[25]
- John Darke, englischer Komponist († 1569?)[26]
- Nicolas Gombert, frankoflämischer Komponist († um 1560)
- Matthias Greitter, Kantor und Komponist († um 1550)
- John Gwynneth, walisischer Komponist († um 1562)[27]
- Joes Karest, deutscher Musikinstrumentenbauer († 1559 oder 1560)[28]
- Leonhard Kleber, deutscher Komponist und Organist († 1556)
- Johann Kugelmann, deutscher Komponist und Hoftrompeter in Königsberg († 1542)
- Lorenz Lemlin, deutscher Komponist († zwischen 1549 und 1551)
- Antonio Molino, italienischer Musiker († um 1571)[29]
- Florens Nepotis, Organist († 1537)[30]
- Hendrik Niehoff, Orgelbauer († 1560)
- Hermann Niehoff, deutscher Orgelbauer († nach 1546)[31]
- Stephen Prowett, englischer Komponist († 1560)[32]
- Antonio Rotta, italienischer Lautenist († 1549)
- Pernot Vermont, französischer Sänger († 1558)[33]
- Pierre Vermont, französischer Komponist († 1533)[34]
- Johann Weck, deutscher Komponist und Organanist († 1536)[35]

## Gestorben
- Alfonso de la Torre, Sänger an der Kathedrale von Toldeo (* unbekannt)